# قلعه شیخ (تویسرکان)
قلعه شیخ (تویسرکان)، روستا قلعه شیخ تویسرکان یکی از روستاهای تابعه شهرستان تویسرکان است که نام قلعه شیخ این روستا تاریخچه ای برای خود دارد.

## جمعیت
این روستا در دهستان حیقوق نبی قرار دارد و براساس سرشماری مرکز آمار ایران در سال ۱۳۹۵، جمعیت آن ۵۵ نفر (۲۶ خانوار) بوده‌است.و در سال ۱۴۰۳ با رشد ۵۰% به حدود ۱۰۰ نفر و ۳۳ خوانوار رسیده است.